# Červený Kameň
Červený Kameň este o comună slovacă, aflată în districtul Ilava din regiunea Trenčín, pe malul râului Tovarský potok⁠(d). Localitatea se află la altitudinea de 361 m deasupra n.m., se întinde pe o suprafață de 32,583 km2 și în 2017 număra 681 de locuitori. Se învecinează cu Vršatské Podhradie, Mikušovce, Ilava, Lednica, Púchov și Zubák.

## Istoric
Localitatea Červený Kameň este atestată documentar din 1354.

## Demografie
| An:                | 1994 | 2004   | 2014   | 2024   |
| ------------------ | ---- | ------ | ------ | ------ |
| Număr de persoane: | 807  | 757    | 689    | 639    |
| Diferență:         |      | −6,19% | −8,98% | −7,25% |

| An:                | 2023 | 2024   |
| ------------------ | ---- | ------ |
| Număr de persoane: | 637  | 639    |
| Diferență:         |      | +0,31% |